# 주현정
주현정(朱賢貞, 1982년 5월 3일 ~ )은 대한민국의 전직 양궁 선수이다.
2008년 베이징 올림픽에서 처음으로 국가대표로 선발되어서 여자 양궁 단체전에서 박성현, 윤옥희와 함께 금메달을 획득하였다. 그러나 개인전에서는 8강에서 장쥐안쥐안에게 패하여 탈락하였다. 2008년 11월에는 같은 양궁 선수인 계동현과 결혼을 하였다. 2014년 메데진 월드컵에서 로빈훗 애로우를 선보이기도 했다. 2015년 어깨부상으로 은퇴했다.